# 王诵 (南北朝)
王诵（482年—528年5月17日），字国章，琅邪郡临沂县（今山东省临沂市）人，南齐尚书左仆射王奂之孙，给事黄门侍郎、东宫中庶子王融之子，北魏官员。

## 生平
南齐永明十一年（493年），王诵虚岁十二时，齐武帝萧赜派人抓捕王诵的祖父王奂，王奂被斩杀，王诵的父亲王融、叔叔王琛在建康被弃市。王诵在魏宣武帝元恪初年随着叔叔王秉、弟弟王衍和堂弟王翊从南齐投奔北魏。王诵广学博览有文才，神态清秀俊美，以员外散骑侍郎、司徒主簿为起家官，转任司徒属，升任司空咨议参军、通直散骑常侍、兼任汝南王友，又再次担任司徒谘议，加号前将军，很快担任光禄大夫，司徒谘议如故，不久解除司徒谘议，兼任散骑常侍，以本官代理幽州刺史，很快担任左将军、幽州刺史，又被征召回朝担任秘书监，兼任度支尚书，又兼任都官尚书，很快正式担任度支尚书，又升任平南将军、光禄大夫、给事黄门侍郎，很快又升任镇军将军、金紫光禄大夫，给事黄门侍郎如故。魏孝明帝元诩去世后，灵太后册立元钊为幼主，当时大赦天下，王诵宣读诏书，言语节奏或高或低，风采疏朗清秀，百官注视，没有不赞美的。建义元年岁在戊申四月十三日（528年5月17日），王诵在河阴之变中遇害，虚岁四十七，建义元年七月丙辰朔廿七日壬午（528年8月27日）祔葬邙山，魏孝庄帝元子攸诏令追赠使持节、侍中、司空公、尚书左仆射、骠骑大将军、都督徐州诸军事、徐州刺史，谥号文宣。

## 墓志
王诵墓志首题《魏故使持节侍中司空尚书左仆射骠骑大将军徐州刺史王公墓志铭》，墓志由王诵的弟弟王衍撰写，铭词部分由抚军将军顿丘李奖撰写。

## 其他
王诵与卢义僖交好，常常与老朋友李神俊等人写信说：“卢冠军在这里，时常反复来往关怀问候，他总是停留好几天，我们得以向他咨询为政之道。”
孝昌年间，当时灵太后临朝听政，黄门侍郎李神轨势倾朝野，要求与卢义僖结为亲家。卢义僖料到李神轨必定会身败名裂，就拒绝了。王诵对卢义僖说：“古人不以一个女儿换五个儿子，您难道反过来了？”卢义僖说：“我之所以不答应，就是为了这个。答应了他，恐怕祸事来的又大又快。”王诵于是紧紧的握住卢义僖的手说：“我听到了朋友的教令，不敢转告他人。”于是卢义僖把女儿嫁给了别家。
王诵赞美李神俊，所以给儿子取名叫王俊康，希望儿子与李神俊类似。
领军元乂派奴仆给王琼送马，王琼把这个奴仆一起留下了。王诵听说这事，笑着说：“王东海的风度，在这里丧失了啊。”

## 家庭

### 八世祖
- 王导，东晋丞相、文献公[8]

### 祖父
- 王奂，南齐尚书左仆射、镇北将军、雍州刺史[8]

### 父亲
- 王融，南齐给事黄门侍郎、东宫中庶子[8]

### 兄弟
- 王衍，东魏侍中、车骑将军

### 夫人
- 宁陵公主，魏献文帝拓跋弘孙女，侍中、司徒、录尚书事、太师、彭城王元勰之女[16]
- 元贵妃，魏文成帝拓跋濬孙女，太尉、安丰圉王拓跋猛之女[17]

### 子女
- 王孝康，东魏尚书郎中，北齐杨列将军、太子中舍人[18]
- 王雋康，东魏齐王中外府祭酒